# Fasolada
La fasolada o fasoulada (griego: φασολάδα or φασουλάδα, a veces escrito como fassolada o fassoulada) es una sopa de la cocina griega elaborada con frijoles, aceite de oliva, y diferentes verduras. A veces se denomina "plato nacional de los griegos".

## Versiones
La versión árabe de la fasolada se denomina "fasoulia" (un término empleado también en Chipre). Los ingredientes pueden variar según el lugar, pero puede llevar zanahoria, tomates, cebollas, perejil, apio, y hojas de laurel.